# Pirazolona
Una pirazolona és un heterocicle de 5 membres que conté dos àtoms de nitrogen adjacents. Es pot veure com un derivat del pirazole que posseeix un grup carbonil addicional (C=O). Els compostos que contenen aquest grup funcional són útils comercialment en analgèsics i colorants.

## Estructura i síntesi
La pirazolona pot existir en dos isòmers: 3-pirazolona i 4-pirazolona.